# Валентіно Манфредонія
Валентіно Манфредонія (італ. Valentino Manfredonia, 29 вересня 1989) — італійський професійний боксер бразильського походження, призер чемпіонату Європи і Європейських ігор серед аматорів.

## Аматорська кар'єра
2013 року Валентіно Манфредонія здобув перемогу у чемпіонаті Італії і почав брати участь у міжнародних змаганнях.
2014 року він став чемпіоном Європейського Союзу.
2015 року зайняв друге місце на Європейських іграх.
- В 1/8 переміг Уке Смайлі (Швейцарія) — 3-0
- В 1/4 переміг Джемала Бошняка (Боснія і Герцоговина) — 2-1
- У півфіналі переміг Олександра Хижняка (Україна) — 2-1
- У фіналі програв Теймуру Мамедову (Азербайджан) — 0-3

В сезоні 2015 року виступав в боксерській лізі World Series Boxing (WSB) у складі команди італ. Italia Thunder (Італійський Грім). Манфредонія виграв усі сім своїх боїв і пройшов кваліфікацію на Олімпійські ігри 2016.
На Олімпійських іграх 2016 програв у першому бою Михайлу Долголевцю (Білорусь) — 1-2.
На чемпіонаті Європи 2017 переміг двох суперників, а у півфіналі програв Джо Ворду (Ірландія) — 0-5 і отримав бронзову медаль.
На чемпіонаті світу 2017 у другому бою знов програв Михайлу Долголевцю — 1-4.

## Професіональна кар'єра
2019 року Валентіно Манфредонія перейшов до професійного боксу і провів два переможних боя.